# Ruth Ziesak
Ruth Ziesak (* 9. Februar 1963 in Hofheim am Taunus) ist eine deutsche Opern- und Liedsängerin (Sopran).

## Leben
Ruth Ziesak studierte in Frankfurt am Main bei Elsa Cavelti und startete ihre Karriere 1988 am Stadttheater Heidelberg und an der Deutschen Oper am Rhein in Düsseldorf und Duisburg. Ziesak errang einige Erfolge bei Gesangswettbewerben – darunter erste Preise beim Deutschen Musikwettbewerb und beim s’Hertogenbosch-Wettbewerb.
Ihr Weg führte über die Bühnen von München, Stuttgart, Berlin und Dresden nach Mailand, Florenz, Wien, Paris, London und New York, wo sie im lyrischen Fach beeindruckte. Zu ihren bevorzugten Rollen zählen Pamina (Die Zauberflöte), Ännchen (Der Freischütz), Marzelline (Fidelio), Ilia (Idomeneo) und Sophie (Der Rosenkavalier). Als Gräfin in Le nozze di Figaro debütierte die Ziesak beim Glyndebourne Festival und in Zürich, als Donna Anna (Don Giovanni) konzertant beim Herrenchiemseefestival.
Die Künstlerin ist auch eine gefragte Konzertsängerin und übernimmt häufig Solopartien in Messen und Oratorien – wie Bachs Johannes-Passion, Beethovens Missa solemnis, Brahms’ Deutschem Requiem, Händels Messiah, Mendelssohns Elias und Lobgesang oder Schmidts Buch mit sieben Siegeln. Ziesak ist auf Konzertpodien in Paris, Mailand, Wien, München, Leipzig, Los Angeles, Amsterdam und London aufgetreten und hat mit dem Gewandhausorchester Leipzig, der Sächsischen Staatskapelle Dresden, dem Symphonieorchester des Bayerischen Rundfunks, dem WDR Sinfonieorchester, dem Konzerthausorchester Berlin, der Tschechischen Philharmonie, dem Montreal Symphony Orchestra, dem Los Angeles Philharmonic und dem Salzburger Mozarteumsorchester zusammengearbeitet. Sie singt auch häufig in Barockmusikkonzerten der Akademie für Alte Musik Berlin, des Concerto Köln oder des Freiburger Barockorchesters. Ruth Ziesak hat unter Leitung namhafter Dirigenten – wie Herbert Blomstedt, Ivor Bolton, Riccardo Chailly, Christoph von Dohnanyi, Manfred Honeck, Daniele Gatti, Riccardo Muti, Kent Nagano, Christoph Prégardien, Sir Georg Solti oder Lothar Zagrosek – gesungen.
Ziesak war Gast bei den Salzburger Festspielen, dem Lucerne Festival, dem Schleswig-Holstein Musik Festival oder den BBC Proms. Es bestehen zahlreiche Tonaufnahmen, unter anderem mit Opernarien von Mozart, Lieder von Mahler bzw. Liszt, Canzonetten von Haydn.
Als Liedsängerin arbeitet sie mit den Pianisten Gerold Huber und András Schiff zusammen, mit denen sie in Wien, Berlin, Essen, Leipzig und London sowie beim Kissinger Sommer und beim Heidelberger Frühling aufgetreten ist. Sie sang auch gemeinsam mit dem Merel-Quartett, dem Wiener Klaviertrio und dem Trio Wanderer.
Ziesak wohnt in Heidelberg und unterrichtet Gesang an der Hochschule für Musik Saar.